# Hội đồng Thẩm phán Việt Nam Cộng hòa
Hội đồng Thẩm phán là cơ quan chính phủ Việt Nam Cộng hòa chuyên giám sát hoạt động xét xử của thẩm phán và cố vấn tư pháp cho Tối cao Pháp viện. Trụ sở tạm thời đặt tại Pháp đình Sài Gòn số 131 đường Công Lý, Sài Gòn. Cơ quan này được thành lập vào ngày 20 tháng 10 năm 1969 và bị giải thể khi Sài Gòn thất thủ vào ngày 30 tháng 4 năm 1975. 

## Lịch sử hình thành
Tiền thân của Hội đồng Thẩm phán chính là Thượng Hội đồng Thẩm phán do chính phủ Ngô Đình Diệm lập nên chiếu theo điều 73 Hiến pháp năm 1956. Thượng Hội đồng Thẩm phán dưới thời Đệ Nhất Cộng hòa được tổ chức do đạo luật số 6/61 ngày 15 tháng 3 năm 1961, thành phần gồm có Tổng thống hoặc đại diện làm Chủ tịch, Chánh nhất Tòa Phá án làm hội viên đương nhiên, và năm thẩm phán được bầu làm hội viên. Nhiệm kỳ Thượng Hội đồng Thẩm phán là 3 năm. Thượng Hội đồng này có thẩm quyền quyết định việc thăng thưởng và trừng phạt kỷ luật các thẩm phán xử án ngoại trừ quyền cảnh cáo và quyền khiển trách quy định theo luật lệ hiện hành. Quyết định Bộ trưởng bổ nhiệm và thuyên chuyển nhiệm sở các Thẩm phán xử án, cũng như quyết định thuyên chuyển các Thẩm phán từ ngành công tố sang ngành xử án hoặc từ ngành xử án sang ngành công tố, đều phải có sự đồng ý của Thượng Hội đồng Thẩm phán. Trong trường hợp khẩn cấp vì nhu cầu công vụ, Bộ trưởng Tư pháp có thể tạm thời bổ nhiệm hay thuyên chuyển các Thẩm phán xử án với điều kiện phải được sự chuẩn y về sau của Thượng Hội đồng Thẩm phán. Thẩm phán bị đưa ra trước Thượng Hội đồng vì kỷ luật được quyền xem hồ sơ và giải thích trước Thượng Hội đồng hay gửi biện minh. Đương sự có thể viện nhân chứng và nhờ Luật sư hoặc đồng nghiệp bênh vực cho mình.
Sau khi Hội đồng Quân nhân Cách mạng tiến hành đảo chính lật đổ nền Đệ Nhất Cộng hòa, những cơ quan của chế độ cũ đều bị giải thể bao gồm cả Thượng Hội đồng Thẩm phán. Các chính phủ tiếp theo trong thời kỳ quân nhân cầm quyền vẫn tái lập định chế tương tự với tên gọi cũ là Thượng Hội đồng Thẩm phán từ năm 1963 đến năm 1967. Dưới thời Đệ Nhị Cộng hòa, Thượng Hội đồng Thẩm phán được thay thế bằng Hội đồng Thẩm phán. Sự chuyển tiếp này bắt nguồn từ năm 1969 khi chính phủ Việt Nam Cộng hòa cho thành lập một loạt các cơ quan có chức năng giám sát hành pháp nhằm cải thiện tính chất dân chủ của chế độ như: Hội đồng Văn hóa Giáo dục, Đặc biệt Pháp viện, Hội đồng Kinh tế Xã hội, Hội đồng các Sắc tộc, Hội đồng An ninh Quốc gia, Hội đồng Thẩm phán và Hội đồng Quân lực. Tuy vậy, hầu hết những hội đồng này đều khó phát huy hiệu quả là do tình trạng chiến tranh kéo dài và chính phủ ưu tiên tận dụng nguồn lực vào vấn đề quốc phòng và an ninh quốc gia. Sau ngày 30 tháng 4 năm 1975, Chính phủ Cách mạng lâm thời Cộng hòa miền Nam Việt Nam đã ra lệnh bãi bỏ những định chế này và thay thế bằng những cơ quan có chức năng tương tự theo kiểu cộng sản.  

## Nhiệm vụ và quyền hạn
Theo Luật số 016/69, Hội đồng Thẩm phán có nhiệm vụ như sau:
1. Cố vấn Tối cao Pháp viện về các vấn đề liên quan đến ngành tư pháp.[4][8]
2. Đề nghị bổ nhiệm, thăng thưởng, thuyên chuyển và chế tài về kỷ luật các Thẩm phán xử án.[4][8]

Về vấn đề bổ nhiệm, thăng thưởng, thuyên chuyển, Hội đồng Thẩm phán đề nghị khi được Tối cao Pháp viện hỏi ý kiến, hoặc khi có đơn xin của đương sự. Về vấn đề kỷ luật, Hội đồng thụ lý do yêu cầu của Tối cao Pháp viện, hoặc của Chánh nhất các Tòa Thượng thẩm, hoặc của Chủ tịch Tham chính viện, hoặc do đơn khiếu nại trực tiếp.
Một hội viên thuyết trình được Chủ tịch Hội đồng chỉ định trong mỗi vụ. Hội đồng có thể đề nghị xếp cất hồ sơ, hoặc mời thẩm phán liên hệ ra trước Hội đồng để điều trần sau cuộc điều tra. Đương sự phải được thông báo 1 tháng trước, được tham khảo hồ sơ, có quyền gởi biện minh trạng thay vì ra trước Hội đồng. Hội đồng quyết định trong phiên họp gần nhất. Trong khi thi hành nhiệm vụ, hội viên Hội đồng Thẩm phán phải luôn luôn cư xử một cách đúng đắn, vô tư và độc lập. Hội viên thực thụ có quyền từ chức. Trong trường hợp ấy, hội viên dự khuyết có nhiều phiếu hơn hết và cùng thành phần sẽ được chỉ định thay thế. Hội viên Hội đồng Thẩm phán được hưởng phụ cấp đặc biệt hàng tháng và phụ cấp lưu trú khi nhóm họp. Hội viên dự khuyết thay thế hội viên thực thụ cũng được hưởng những phụ cấp nói trên.

### Văn phòng thường trực
Văn phòng thường trực của Hội đồng Thẩm phán cũng tạm thời đặt tại Pháp đình Sài Gòn, văn phòng gồm có 1 Tổng Thư ký do Chủ tịch Tối cao Pháp viện bổ nhiệm theo đề nghị của Hội đồng Thẩm phán và một số nhân viên thừa hành. Ngoài công việc hành chánh, Tổng Thư ký giữ nhiệm vụ Thư ký của Hội đồng Thẩm phán trong các phiên họp và không có quyền biểu quyết. Tổng Thư ký được hưởng quyền lợi tương đương một giám đốc tại cơ quan trung ương Tối cao Pháp viện.

## Tổ chức và điều hành
Theo điều 84 Hiến pháp năm 1967, Hội đồng Thẩm phán gồm các Thẩm phán xử án do các Thẩm phán xử án bầu lên, thế nhưng hội đồng này chẳng có quyền quyết định mọi việc mà chỉ còn đóng vai trò như một cơ quan tư vấn để cố vấn Tối cao Pháp viện về các vấn đề liên quan đến ngành tư pháp.
Hội đồng Thẩm phán gồm có 8 hội viên thực thụ và 4 hội viên dự khuyết với nhiệm kỳ là 2 năm. Trong quá trình điều hành công tác, Hội đồng Thẩm phán gồm có: 1 Chủ tịch, 1 Phó Chủ tịch và những Hội viên thực thụ khác. Phó Chủ tịch được chỉ định theo ngạch trật. Trong trường hợp đồng ngạch trật người thâm niên hơn trong ngành sẽ được chọn.
Hội đồng họp khóa thường lệ mỗi tam cá nguyệt một lần, do chủ tịch triệu tập. Tùy theo nhu cầu, Hội đồng có thể họp những khóa bất thường do sự triệu tập của Chủ tịch hoặc do đề nghị của 3 hội viên, hoặc do yêu cầu của Tối cao Pháp viện. Trong trường hợp Chủ tịch vắng mặt vì bất cứ lý do gì thì Phó Chủ tịch sẽ thay thế. Hội đồng họp và biểu quyết hợp lệ khi có 3/4 hội viên (6 hội viên) hiện diện. Hội đồng biểu quyết theo lối bỏ phiếu kín và đa số tương đối. Trong trường hợp đồng phiếu thì lá phiếu của Chủ tịch sẽ quyết định. Những cuộc thảo luận và quyết định trong các phiên họp của Hội đồng Thẩm phán phải được giữ bí mật, cũng không được tường thuật, phổ biến trên báo chí, hoặc bằng cách nào khác.

## Ảnh hưởng
Hội đồng này đóng vai trò quan trọng trong việc duy trì công lý và giám sát hoạt động tư pháp dưới thời Việt Nam Cộng hòa. Tuy nhiên, trong một số giai đoạn, hệ thống tư pháp bị ảnh hưởng bởi các yếu tố chính trị, đặc biệt là trong giai đoạn cầm quyền của Tổng thống Nguyễn Văn Thiệu dưới thời Đệ Nhị Cộng hòa. Dù có hệ thống pháp lý chặt chẽ, nhưng trên thực tế tính độc lập của ngành tư pháp đôi khi bị hạn chế do phải chịu sự chi phối từ phía chính quyền. 